# نالبرت بیتنکورت
نالبرت تاوارس بیتنکورت (به پرتغالی: Nalbert Tavares Bitencourt) (زاده ۹ مارس ۱۹۷۴ در ریو دو ژانیرو) بازیکن سابق و مربی فعلی والیبال اهل برزیل که از سال ۲۰۰۲ تا ۲۰۰۵ عضو تیم ملی والیبال برزیل بود و مدتی در سال ۲۰۰۷ نیز به تیم ملی بازگشت و بعد به والیبال ساحلی روی آورد. نالبرت تا سال ۲۰۱۰ والیبال ساحلی را ادامه داد.
تاوارس به همراه تیم ملی برزیل مدال طلا المپیک ۲۰۰۴ آتن را به دست آورد و در سال‌های ۲۰۰۱، ۲۰۰۳ و ۲۰۰۷ نیز قهرمانی لیگ جهانی را تجربه نمود و در سال ۲۰۰۳ نیز مدال طلا جام جهانی را به گردن آویخت و همچنین در سال ۲۰۰۲ جام قهرمانی جهان را به همراه تیم ملی برزیل بالای سر برد و در همین سال به عنوان ورزشکار سال برزیل انتخاب شد. بیتنکورت در رده باشگاهی سابقه بازی در تیم‌های میناس بلو هوریزونته، بانسپا سائو برناردو دوکامپو، سائو کائتانو، لوبه بانکا ماچراتا و پاناسونیک پانترز را در کارنامه خود دارد. نالبرت در سال ۲۰۱۴ عضو تالار مشاهیر والیبال شد.